# مرتاف (آیداهو)
مرتاف(به انگلیسی: Murtaugh) شهری در شهرستان تویینفالز ایالت آیداهو است که جمعیت آن در سرشماری سال ۲۰۱۰ میلادی ۱۱۵ نفر بوده است.

## موقعیت جغرافیایی
موقعیت جغرافیایی شهرها و مناطق اطراف به شرح زیر است: